# Estadio Raúl Conti
El Estadio Raúl Conti es un estadio de fútbol de la ciudad de Puerto Madryn, Chubut, Argentina. Tiene una capacidad para 14 500 personas. Se trata del estadio donde disputa sus partidos como local en el Torneo Nacional B el Club Social y Atlético Guillermo Brown.
Los eventos más importantes que albergó este escenario fueron la visita de Boca Juniors, luego el test match entre las selecciones de rugby de Argentina (Pumas) y de Gales (Dragones Rojos) y por último, el partido contra River Plate por la B Nacional de Fútbol. El equipo se consagró campeón del Torneo Argentino B en el 2003, campeón del Torneo Argentino A en 2007, pero no concreto el ascenso, y campeón del Argentino A en el 2011, esta vez obteniendo el ascenso a la segunda categoría del fútbol argentino. Tiene además, un récord de 48 partidos invicto donde ningún rival pudo salir ganancioso. En el predio se desarrolla todos los años, la Fiesta Nacional del Cordero con la asistencia de miles de personas.
En 2006 el estadio fue remodelado con motivo de la disputa de un partido entre la Selección de rugby de Argentina y la Selección de rugby de Gales. Se pasó de 8000 a 15 000 localidades.
El estadio fue el primero de la Ciudad de Puerto Madryn en tener una tribuna de cemento y túneles de ingreso para los equipos.
Por un tiempo el Club Social y Deportivo Madryn hacía de local en este estadio ya que no tenía estadio propio.

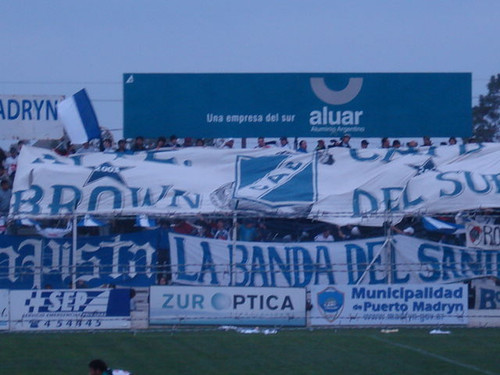
La Banda del Sandia perteneciente al Club Guillermo Brown en una de las gradas del estadio

## Conciertos
- Rata Blanca - 28 de mayo de 1994